# Petros S. Kokkalis

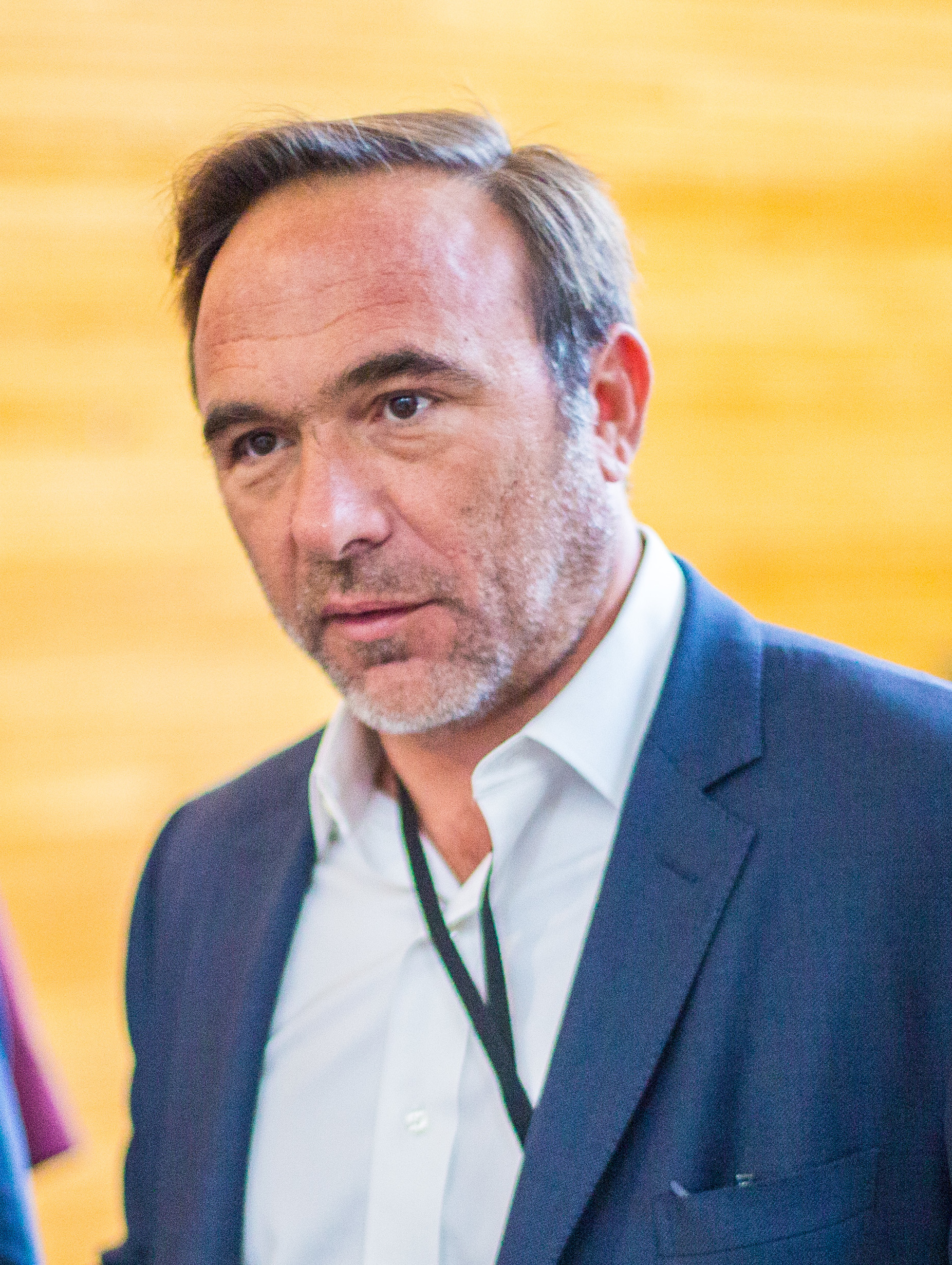
Petros S. Kokkalis (2019)

Petros S. Kokkalis, griechisch Πέτρος Σ. Κόκκαλης (* 26. Februar 1970 in Athen) ist ein griechischer Politiker (seit 2024 Kósmos, bis 2023 SYRIZA) und Geschäftsmann im griechischen Sportgeschäft. Seit der Europawahl 2019 ist er Mitglied des Europäischen Parlaments.

## Leben

### Herkunft und Ausbildung
Petros S. Kokkalis wurde am 26. Februar 1970 in Athen als Sohn des Multimillionärs und Oligarchen Sokratis Kokkalis und Elena Farmakis geboren. Er ist der Enkel des Arztes Petros Kokkalis, kommunistischer Rebell und späterer Leibarzt von Walter Ulbricht. Nach seiner Schulausbildung studierte Petros S. Kokkalis Geschichte am Hampshire College, dem schloss er einen Master of Public Administration an der John F. Kennedy School of Government der Harvard University an.

### Berufliche Karriere
1994 begann Kokkalis als Marketing Director für Olympiakos zu arbeiten, ab 1996 leitete er das gesamte Sportgeschäft als Geschäftsführer. Später wurde er zum Vizepräsidenten des Vereins befördert, trat 2008 jedoch zurück. Des Weiteren war er von 2000 bis 2001 Geschäftsführer von Thylos S.A. Ebenso leitete er als stellvertretender Vorsitzender die Intracom Holdings, einer großen multinationalen Tech-Gruppe.
2006 wurde Kokkalis zum ersten Vorsitzenden der Griechischen Super League gewählt. Des Weiteren ist er stellvertretender Vorsitzender der familieneigenen Kokkalis Foundation sowie Vorsitzender des Forschungszentrums „Athens Information Technology“ sowie Generalsekretär der „Organization Earth“. Er war Mitglied des UEFA-Beirats.

### Politische Karriere
Von 2014 bis 2019 war Kokkalis Mitglied des Stadtrates von Piräus. Ursprünglich mit dem Ansinnen seinen Geschäftsfreund Yannis Moralis als Bürgermeister von Piräus zu beerben, gab er jedoch im März 2019 seinen Rücktritt bekannt, um für SYRIZA bei den Europawahlen 2019 auf dem sechsten Listenplatz anzutreten. Seine Partei gewann bei den Wahlen 23,7 Prozent und damit 6 der 21 griechischen Mandate. Kokkalis gewann knapp ein Mandat und trat gemeinsam mit seinen Parteikollegen der Konföderalen Fraktion der Vereinten Europäischen Linken/Nordische Grüne Linke bei. Für die Fraktion war Kokkalis Mitglied im Ausschuss für Umweltfragen, öffentliche Gesundheit und Lebensmittelsicherheit sowie stellvertretendes Mitglied im Ausschuss für Landwirtschaft und ländliche Entwicklung. Im November 2023 verließ er Syriza und die Fraktion Die Linke. Im Februar 2024 trat er der Partei Kósmos und der Fraktion Die Grünen/Europäische Freie Allianz bei.